# Зеедорф, Регилио
Реги́лио Зе́едорф (нидерл. Regilio Seedorf; 13 декабря 1988, Роттердам, Нидерланды) — нидерландский футболист, полузащитник. Выступает за любительский нидерландский клуб «Хаутвейк» из Гааги.

## Клубная карьера
Является воспитанником роттердамской «Спарты». Именно в молодёжной команде клуба начал свою карьеру Зеедорф. В сезоне 2007/08 дебютировал в чемпионате Бельгии за «Беверен». Контракт был рассчитан до середины 2009 года. За два с небольшим сезона Зеедорф провёл  всего 3 игры. После ухода из клуба в 2009 году, подписал контракт с кипрским Атромитосом в январе 2010 года. За небольшой промежуток времени Зеедорф успел провести 8 матчей и забить 2 мяча в ворота соперников. В июле возвратился на родину, где подписал соглашение с местным клубом «Осс». Проведя в общей сложности пять матчей и став победителем Лиги Субботы Топклассе, Зеедорф покинул клуб.
В начале 2011 года он переехал в Литву, где заключил договор с «Таурасом». Дебют состоялся 12 марта, где «Таурас» принимал «Мажейкяй». А через неделю, против ФК Клайпеда, Зеедорф праздновал успех забитыми голами, коих оказалось два. В составе «Таураса» Зеедорф принял участие в розыгрыше Лиги Европы УЕФА. В отборочном раунде против «АДО Ден Хааг», Зеедорф отличился на 73 минуте, сделав счёт 2:1 в пользу своей команды. Но игра была всё же проиграна 2:3.
20 июня 2012 года подписал годичный контракт с опцией «через 6 месяцев, в случае выгодного предложения, может перейти в другой клуб» с «Гандзасаром».

## Личная жизнь
Родственниками Регилио Зеедорфа являются Кларенс Зеедорф (приходится племянником), Стефано Зеедорф, Седрик Зеедорф и Юрген Зеедорф.

## Достижения
- «Осс»
  - Победитель Лиги Субботы Топклассе: 2010/11